# Літовище (Кременецький район)

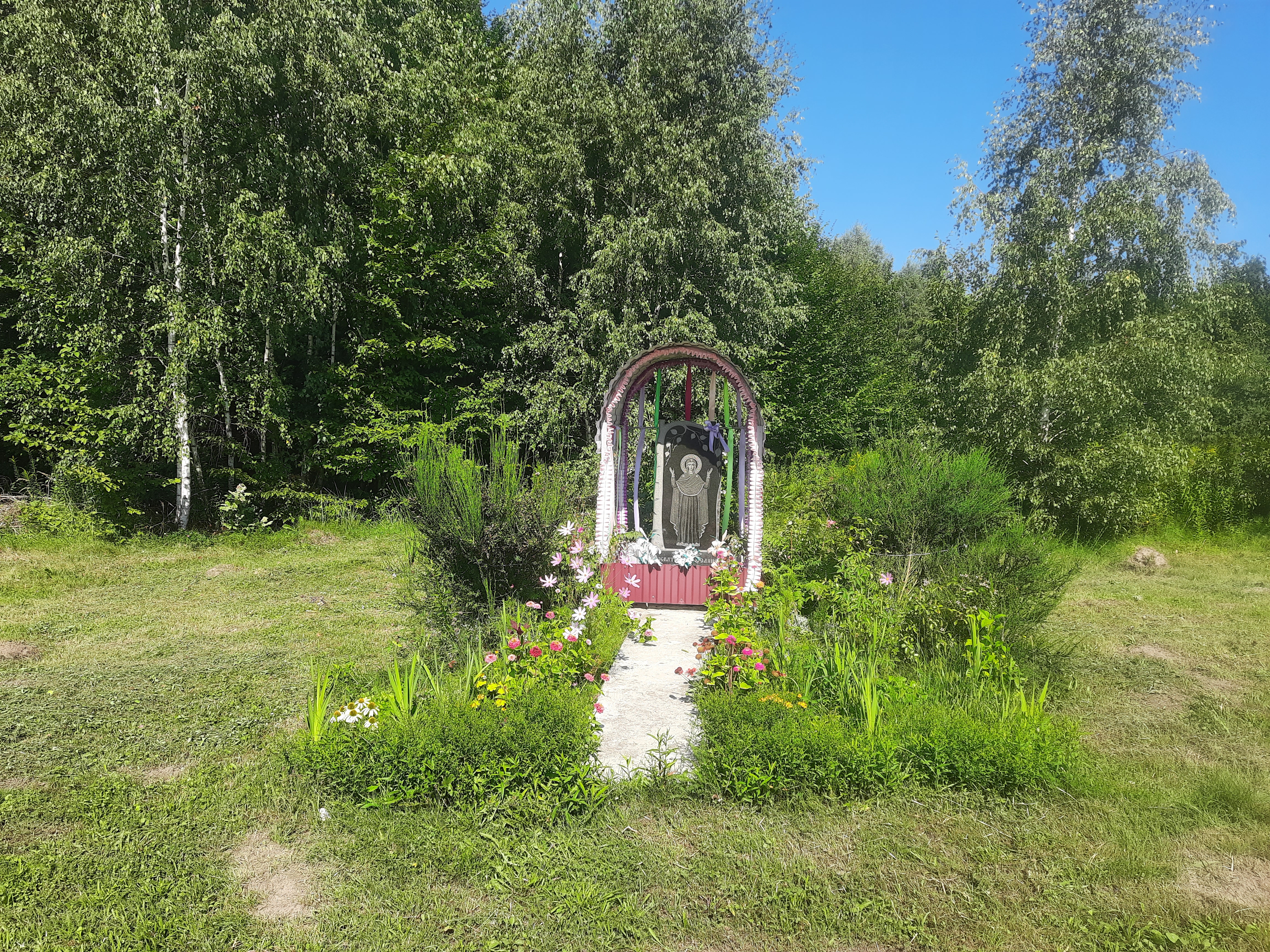
Капличка

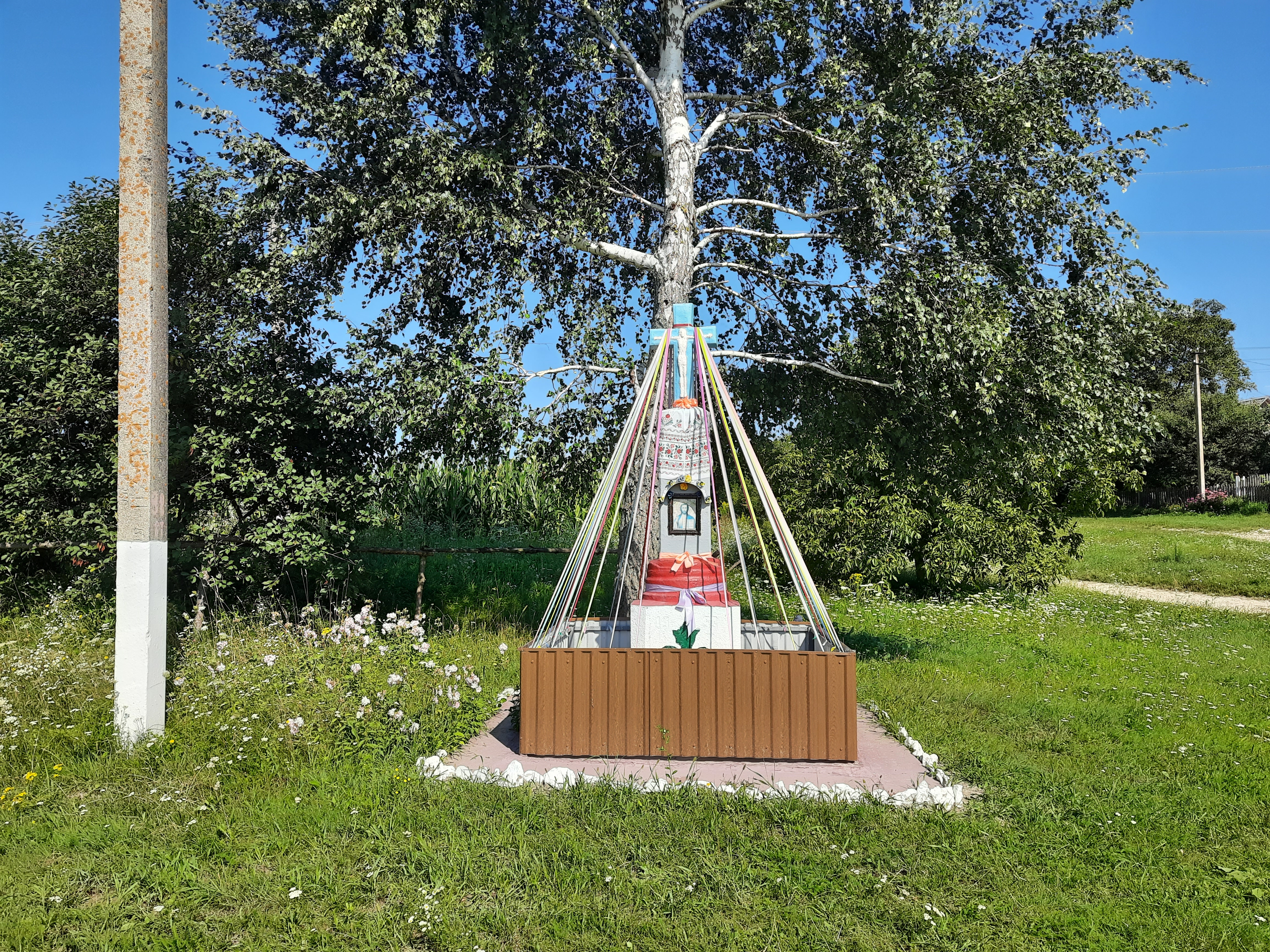
Пам'ятний хрест

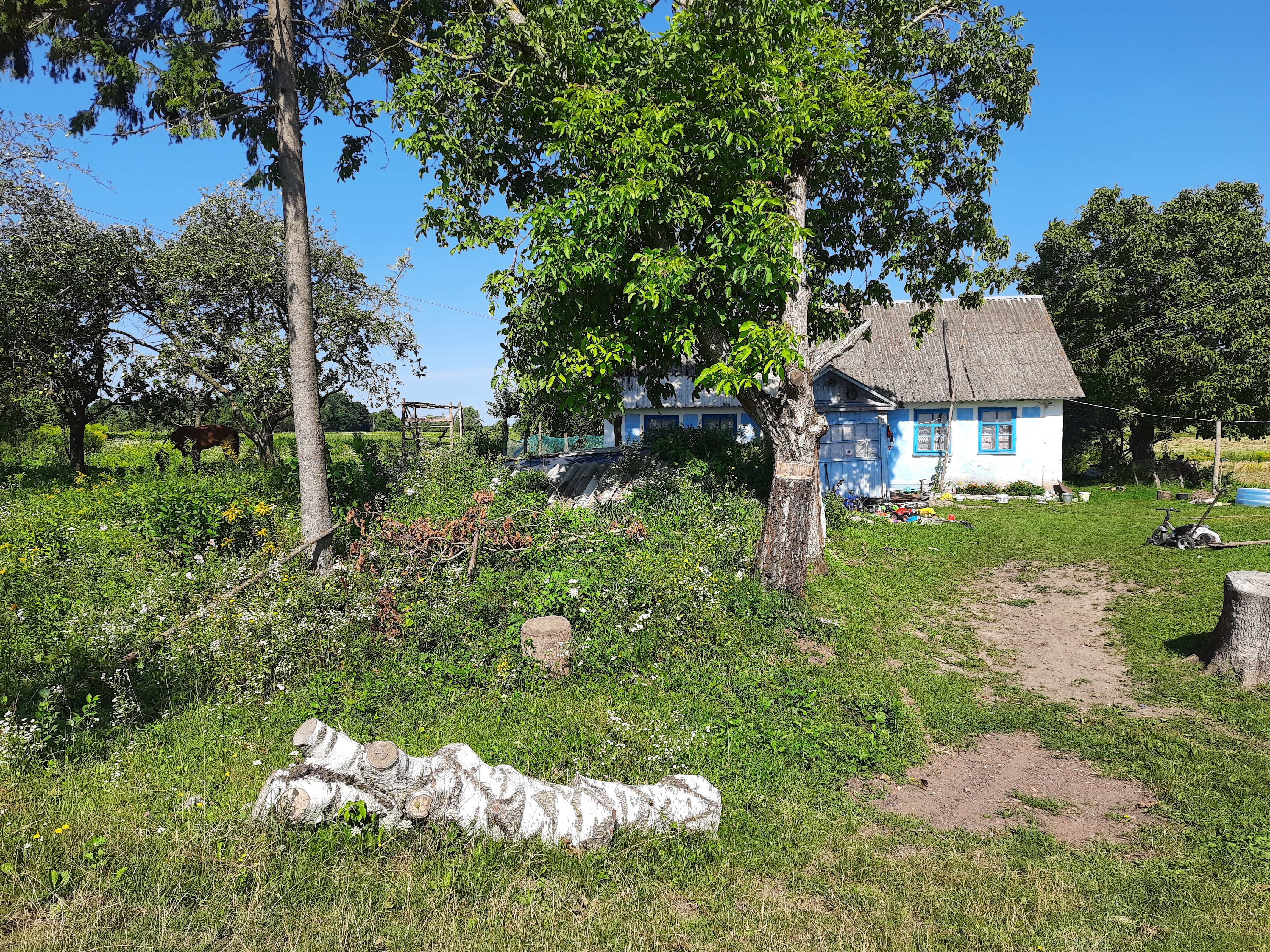
Сільський пейзаж

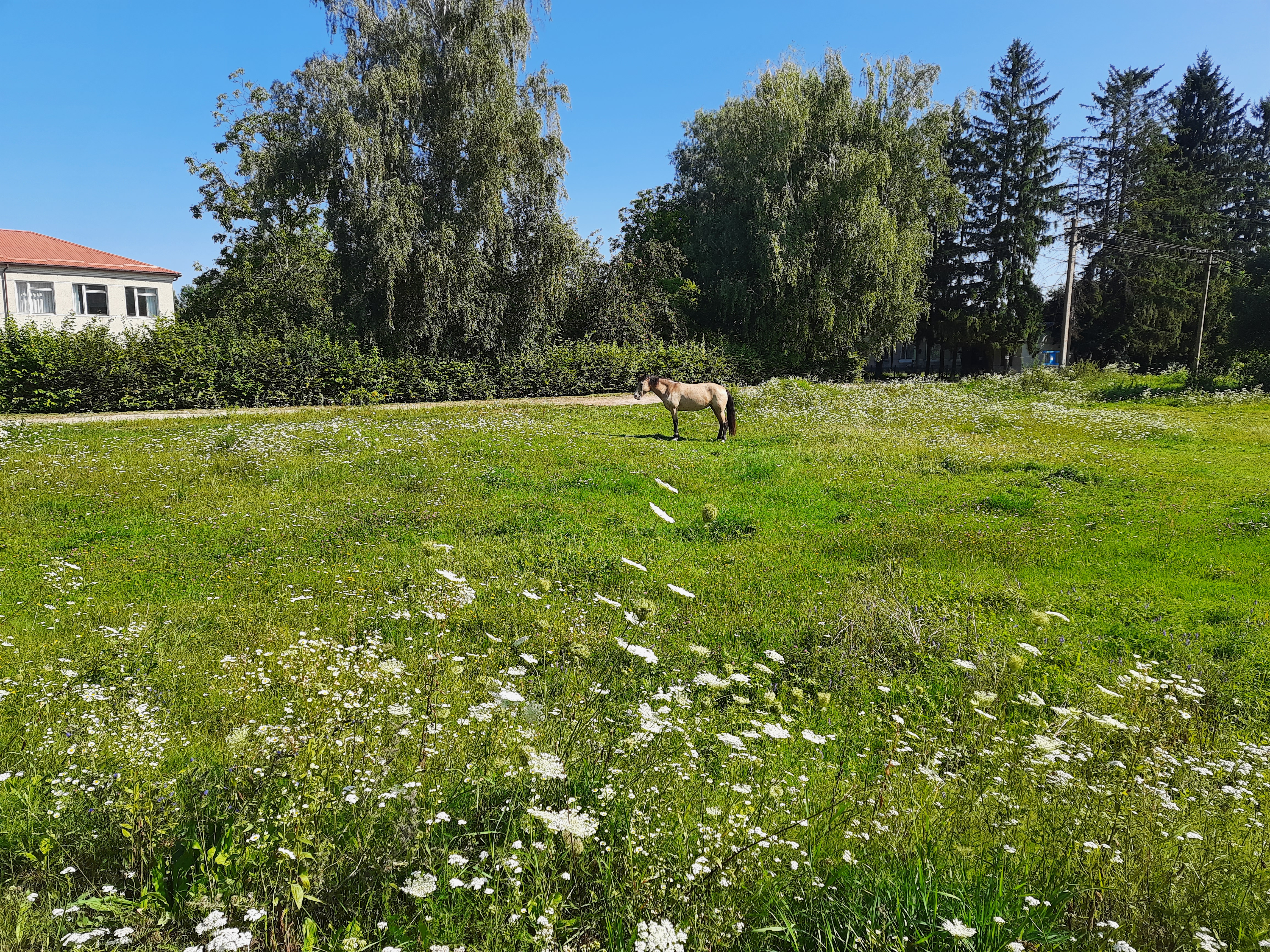
Сільський пейзаж

Літо́вище — село в Україні, у Шумській міській громаді Кременецького району Тернопільської області. Розташоване на півночі району. Населення становить 361 особа (2016).

## Назва
Існує декілька версій походження назви села Літовище. За однією з них, у цій місцевості мешкав пан Літовиський. Поселення, яке згодом виникло навколо його маєтку, назвали Літовищем, а за іншою — під час заснування поселення, дана територія була під владою Литви та знаходилась на межі Литви та Польщі. Місцеві називали це поселення «Литва вище», але згодом ця назва трансформувалася у Літовище.

## Історія
Територія села була заселена в добу пізнього палеоліту (40-10 тис. років тому). Про це свідчать знайдені крем’яні знаряддя праці, кістки мамонта (кар’єр Мости), уламки посуду, заготовки кам’яних знарядь. На території так званої «кацапщини» виявлено залишки давньоруського городища (слов’янське поселення VI-IX ст.). Основна галузь господарства — рільництво, бортництво.
Монголо-татарська навала, постійні міжфеодальні чвари призвели до поступового занепаду економічного життя краю. Південна частина Тернопільщини відійшла до Польщі, а північна, у тому числі й село Літовище — до Литви. Після Люблінської унії 1569 року село Літовище у складі Волині потрапило під владу шляхетської Польщі і перебувало там до 1793 року. Тоді неподалік від Літовища було засновано польські села: Мости, Пікульське, Дригани, Мошкове.
У 1793 році внаслідок другого поділу Речі Посполитої село відійшло до Російської імперії. Таким чином, село Літовище увійшло до Волинського намісництва, яке 23 грудня 1796 року перетворене на Волинську губернію.
Документальні дані свідчать про те, що 1861 року, коли скасували кріпацтво в Росії, село Літовище належало родині графа Сементковського. Селяни вважались його кріпаками. Цікаво, що чутки про скасування кріпацтва дійшли й до селян та граф мовчав. Знайшовся чоловік (Миколаєвський Петро), що добровільно вирушив у Москву, аби дізнатися правду. При тодішніх засобах сполучення на цю подорож пішло 11 місяців. По поверненню до села, він зібрав всіх селян, прикликали пана і лише тоді зачитали указ про скасування кріпацтва. Більшість господарств становили бідняцькі, земельні наділи яких не перевищували 2-4 десятини. З'явилося більше людей, що займались ремеслами: випалювали вапно, глиняний посуд, варили дьоготь, робили дерев’яні діжки, відра, ткали полотно, рядна. Водночас Сементковські були великими землевласниками. Їм належали села Літовище, Сошище, Кути, Пікульське, Мошкове, Залужжя…
У розкішному місці між Літовищами та Кутами був збудований чудовий маєток з багатьма будівлями, гарно висадженими алеями різних декоративних кущів та квітів, безліччю різних плодових дерев (особливо багато було шовковиць) і названа на честь Марії із родини Сементковських. Навколо оселилося чимало бідняцьких родин, що працювали в маєтку. Так чином виросло ще одне поселення.
У 1904 році граф Сементковський продав маєток, а точніше, села Літовище і Залужжя вишневецькому власнику пивоварного і винокурного заводів німцю Аутергофу. Правда, старожили розповідали, що землі Сементковських «пішли з молотка», тобто були виставлені на аукціон, щоб отримати гроші на оплату програшу у карти молодим Сементковським. На околиці села, поблизу маєтку Сементковських, оселився Аутергоф. У маєтку панів була криниця із металевими східцями вниз і підземним ходом у будинок (під час другої світової війни закидана людськими трупами, а потому — засипана землею).
В Аутергофа було п’ятеро синів: Женн, Жорж, Коля, Вілік та Павлик. Згодом батько розділив землі між синами, а вони обравши мальовничі місця, побудували розкішні маєтки, посадили біля них великі сади, ягідники, різні декоративні кущі і квіти, особливо вражали красою алеї жовтої акації та різнобарвних кущів троянд. Три таких маєтки знаходились в урочищі «кацапщина» (Вілік, Жорж, Коля). До речі, назва «кацапщина» пішла від того, що у маєтку Жоржа, який був розташований у центрі, був керуючий справами маєтку — канап, росіянин. Він розмовляв своєю рідною мовою та користувався авторитетом у селян, що йшли у найми до пана тим, що чесно виплачував людям зароблене. В маєтках крім зернових культур у великій кількості вирощували хміль, який потребував багато робочих рук, але й давав добрі прибутки панам.
У Віліка керуючим був Кукушинський. Нині на місці маєтку пана Віліка виріс ліс, що має назву — Кукушинський ліс. Павлик мешкав у Залужжі, а Женн — в селі на батьковому обійсті. Цікаво, що Жорж Аутергоф до 1939 року був війтом Шумської гміни. Вуйтова дружина — красуня Зюта була сестрою шумського ксьондза. Щоб одружитися із нею — нащадок німецького роду Аутергофів — прийняв католицизм. Ось так, маючи поблизу стільки панських маєтків, селяни своєю працею створювали матеріальні блага для Аутегофів. Частина безземельних селян виїхали в Америку на заробітки. Та лише одному поталанило повернутися з грішми, за які було побудовано добротні будівлі, викопана криниця біля них, куплено землю.
Під час першої світової війни для потреб російського війська у селян не раз реквізовували тягло, продовольство, фураж. У селі була проведена мобілізація резервістів (Побережний Яків, Миколаєвський Омелян, Остап’юк Мартин, Яцюк Терентій) та гужового транспорту.
Коли на території встановлювалась радянська влада, Аутергофи із села виїхали. Після втечі власника села, його маєток був розграбований. Один безземельний бідняк (Федчук Антон) не маючи коней, чомусь взяв собі фаетон (невеликий, гарно оздоблений візок), за що пізніше дістав 25 ударів шомполом. Радянська влада в нашому краї і селі проіснувала недовго. У вересні 1920 року село було включено до складу Польщі і було у її складі до 1939 року. Пани повернулись у село, почались жорстокі розправи над селянами. Заставили людей повернути все забране. Був складений список прихильників Радянської влади, тих, хто «скомпрометував себе під час приходу більшовиків».
У селі школи не було, початкову освіту можна було здобути в селі Сошище, де навчання велося польською мовою. Раз на тиждень приходив священник із Залісець для вивчення Закону Божого. Вчилися лише хлопці, батьки яких цього хотіли, а дівчат матері вчили прясти, ткати, вишивати, в’язати, куховарити.
На 1936 рік село входило до ґміни Шумськ Кременецького повіту.
У листопаді 1939 року обрано виконком Літовищенської сільської ради депутатів трудящих. Головою виконкому було обрано Бондарука Зота, заступником Федчука Антона, секретарем — Яцюка Іллю. В селі появилась комсомольська організація, секретарем якої був один із перших комсомольців — Бондарук Зот. У 1940 році з дрібних одноосібних господарств почали створювати колективне господарство (колгосп). Першим головою колгоспу став Побережний Василь. Упродовж 1940-1941 років проводився розподіл панської землі, а також інвентару та майна, конфіскованого у багатіїв. Була спроба відкрити в селі школу.
22 червня 1941 року Німеччина напала на Радянський Союз. Внаслідок переважаючих сил ворога, наякого вже працювала вся Західна Європа, Червона Армія змушена була відступати на схід. 3 липня — вдерлись у Шумськ, до Літовищ німці прийшли дубенським шляхом з Мостів. Знайшлись такі люди, що вийшли зустрічати «визволителів» з хлібом-сіллю. Жарковського Ананія було призначено сільським старостою. Селяни повинні були сплачувати колишні земельні податки, так званий «контингент». Кожен, хто мав корову, повинен протягом року здати 700-800 літрів молока. Страшним лихом для людей села були облави, під час яких забирали корів, свиней, коней, овець, кіз, домашню птицю. І на завершення всього, окупанти забирали людей, переважно молодь, на примусові роботи до Німеччини. У квітні 1942 року із села вивезли 13 осіб.
Жителі села не хотіли не хотіли миритися з ненависним ворогом. Вони активно допомагали підпільно-партизанським групам, що створювалися в районі. Восени 1942 року в районі утворилися перші загони УПА (Українська Повстанська Армія) під керівництвом «Крука» (Климишин Іван), «Хрона» (Медвецький Микола), організувалися сотні «Шуляка», «Хмари», «Морозенка» і інші. Причиною такого швидкого створення бойових загонів став нещадний терор німецьких окупантів проти місцевого українського населення.
Влітку та восени 1943 року через територію району, у тому числі села Літовище двічі пройшло партизанське з’єднання під проводом С. А. Ковпака, яке здійснювало свій бойовий Карпатський рейд. Шумськ і село Літовище визволили від німецької окупації 5 березня 1944 року. В селі провели мобілізацію, щоб поповнити лави Червоної Армії, заможних селян вивезли у Сибір.
У січні 1949 року в селі було створено колективне господарство імені 8 березня. На загальних зборах було обрано головою колгоспу Побережного Феодосія Кириловича. 1952 року пройшло укрупнення колгоспів, а саме колгоспи імені 8 Березня (Літовище) та імені Кірова (Сошище) об’єднали в один колгосп. Перші тваринницькі ферми збудовані були нашвидкуруч, часто із старих матеріалів, тому були недовговічними.
1960-1980-х роки для села були періодом його розквіту, швидкими темпами побудовані три ферми, силосні ями, кормоцех, кузня, тік, комплекс з очистки-сушки зерна (КЗС), магазин, школа, пробурили свердловини, які забезпечили водою все село, побудували два двоповерхових житлових будинки та п’ять окремих господарств.
У серпні 1975 року відбулося відкриття сільської школи. З проголошенням Незалежності України в селі перестали діяти первинна партійна, комсомольська та піонерська організації. Початок 1990-х років був часом переходу до нових ринкових умов господарювання, що привело до поглиблення кризи та занепаду колгоспної і радгоспної систем господарювання.
У 1993 року споруджений православний храм, а 8 вересня 1996 року відбулося відкриття храму під час якого його було освячено на честь апостола і євангеліста Іоанна Богослова. Радгосп «Волинь» проіснував до 1994 року.
12 червня 2020 року, відповідно до розпорядження Кабінету Міністрів України № 724-р «Про визначення адміністративних центрів та затвердження територій територіальних громад Тернопільської області» село увійшло до складу Шумської міської громади.
19 липня 2020 року, в результаті адміністративно-територіальної реформи та ліквідації Шумського району, село увійшло до складу Кременецького району.

## Населення

### Мова
Розподіл населення за рідною мовою за даними перепису 2001 року:
| Мова       | Кількість | Відсоток |
| ---------- | --------- | -------- |
| українська | 386       | 98.97%   |
| російська  | 4         | 1.03%    |
| Усього     | 390       | 100%     |

## Пам'ятки
1970 року споруджено пам'ятник уродженцю села З. Бондаруку — керівнику підпільно-партизанської групи, яка 1942—1944 діяла в Шумському районі.

## Соціальна сфера
В селі діють Літовищенський НВК, клуб, бібліотека, ФАП.